# 张同敞墓
张同敞墓为张同敞埋葬处，位于中国广西壮族自治区桂林市七星区朝阳乡唐家里东南。
张同敞被处决后，先为杨艺收葬，后由栖霞寺浑融和尚迁至今址，与元配许氏葬在一处。清朝乾隆年间，当地居民为张同敞建造墓园，民国32年（1943年）重建，国民政府军委会桂林办公厅主任李济深曾主持公祭。该墓坐北朝南，占地面积为1500平方米，周围种植松树，以片石修建围墙，南侧设门，门内为石凿四角祭亭。墓为圆形，围以料石，中间填土，高1.5米，直径为3米；墓园为弧形，直径为6.4米。墓前有墓碑及李济深祭碑。1966年公布为桂林市文物保护单位。